# Muíños
Muíños település Spanyolországban, Ourense tartományban. Muíños Lobios, Lobeira, Bande, Porqueira, Calvos de Randín és Montalegre községekkel határos. Lakosainak száma 1418 fő (2024).

## Népesség
A település népessége az elmúlt években az alábbi módon változott:
| Lakosok száma | 1999 | 1985 | 1922 | 1821 | 1779 | 1622 | 1514 | 1502 | 1424 | 1418 |
|               | 2001 | 2004 | 2007 | 2009 | 2012 | 2014 | 2017 | 2019 | 2022 | 2024 |